# 吳全節
吴全节（1269年—1346年），字成季，号闲闲，又号看云道人，元朝正一派道士，饶州安仁（今江西省余江县）人。
吴全节十三岁时，开始在龙虎山学道。至元二十四年（1287年）跟随师父大宗师张留孙入大都朝见忽必烈。至元三十一年（1294年），元成宗即位，召见吴全节，敕命他每年侍从巡行各地。大德十一年（1307年），授为玄教嗣师。支持孔子五十四代孙孔思晦袭封衍圣公。元英宗至治二年（1322年），张留孙去世，朝廷授吴全节为特进、上卿、玄教大宗师、崇文弘道玄德真人、总摄江淮荆襄等处道教、知集贤院道教事。他善于写草书。著有《看云集》。